# Kunio Nagayama
Kunio Nagayama (永山 邦夫 Nagayama Kunio?, nacido el 16 de septiembre de 1970 en Kanagawa) es un exfutbolista japonés. Jugaba de centrocampista y su único club fue el Yokohama F. Marinos de Japón.

## Trayectoria

### Clubes
| Club                | País  | Año         |
| ------------------- | ----- | ----------- |
| Yokohama F. Marinos | Japón | 1989 - 2003 |

## Palmarés

### Títulos nacionales
| Título                   | Club                | País  | Año       |
| ------------------------ | ------------------- | ----- | --------- |
| Copa Japan Soccer League | Nissan Motors       | Japón | 1989      |
| Copa del Emperador       | Nissan Motors       | Japón | 1989      |
| Japan Soccer League      | Nissan Motors       | Japón | 1989-1990 |
| Copa Japan Soccer League | Nissan Motors       | Japón | 1990      |
| Copa del Emperador       | Nissan Motors       | Japón | 1991      |
| Copa del Emperador       | Yokohama Marinos    | Japón | 1992      |
| J1 League                | Yokohama Marinos    | Japón | 1995      |
| Copa J. League           | Yokohama F. Marinos | Japón | 2001      |
| J1 League                | Yokohama F. Marinos | Japón | 2003      |